# Alfred Schultheis
Alfred Schultheis (* 18. Februar 1936; † 5. November 2024), auch bekannt unter dem Spitznamen Freddy, war ein deutscher Fußballspieler auf der Position eines Verteidigers.

## Laufbahn
Schultheis begann seine fußballerische Laufbahn bei der SG Nieder-Roden und wurde 1955 von Kickers Offenbach verpflichtet. Bei den Kickers stand er bis 1965 unter Vertrag und absolvierte von 1956 bis 1963 für sie insgesamt 172 Ligaspieleinsätze (5 Tore) in der damals erstklassigen Fußball-Oberliga Süd. Seinen größten Erfolg mit den Kickers feierte der großgewachsene Verteidiger mit dem Einzug in das Finale um die deutsche Meisterschaft im Jahre 1959, das gegen den Erzrivalen Eintracht Frankfurt mit 3:5 nach Verlängerung verloren wurde. In den Jahren 1957, 1959 und 1960 gehörte er jeweils den OFC-Teams an, welche sich die Vizemeisterschaft in der Südliga erspielen konnten. Deshalb hat er auch in den Endrunden um die deutsche Fußballmeisterschaft insgesamt 12 Spiele (1957–1960) absolviert. Der gelernte Feintäschner hat nach der Ära der erstklassigen Oberliga Süd auch noch in den ersten zwei Runden des neuen Bundesligaunterbaues in der zweitklassigen Fußball-Regionalliga Süd für Offenbach gespielt. Im ersten Jahr, 1963/64, unter Trainer Hans Merkle, kam er auf 30 Ligaeinsätze (1 Tor), im zweiten Jahr, 1964/65, unter Trainer Radoslav Momirski, klang seine Karriere mit fünf weiteren Regionalligaeinsätzen aus. Trotz namhafter Mitspieler wie Hermann Nuber, Siegfried Gast und Sigfried Held musste sich Offenbach in beiden Runden mit dem 3. Rang begnügen.
Schultheis wohnte in unmittelbarer Nähe des Stadions am Bieberer Berg, das er auch im Alter regelmäßig bei Heimspielen seines Lieblingsvereins Kickers Offenbach besuchte.

## Erfolge
- Deutscher Vizemeister: 1959